# Riddick (filme)
Riddick (bra: Riddick 3; prt: Riddick - A Ascensão) é um filme britano-estadunidense de 2013, dos gêneros ação, ficção científica e suspense, escrito e dirigido por David Twohy inspirado nos personagens criados por Jim Wheat e Ken Wheat.
É o terceiro filme da série iniciada em 2000 com Pitch Black e continuada em 2004 com The Chronicles of Riddick.

## Elenco
- Vin Diesel como Riddick
- Matthew Nable como Coronel R. "Boss" Johns
- Jordi Mollà como Santana
- Katee Sackhoff como Dahl
- Dave Bautista como Diaz
- Bokeem Woodbine como Moss
- Raoul Trujillo como Lockspur
- Conrad Pla como Vargas
- Nolan Gerard Funk como Luna
- Danny Blanco Hall como Falco
- Noah Danby como Nuñez
- Neil Napier como Rubio
- Karl Urban como Siberius Vaako
- Alex Branson como Lex Branman
- Andreas Apergis como Krone
- Keri Hilson como prisioneira de Santana

## Sinopse
Abandonado num planeta distante e à espera da morte, Riddick tem que lutar contra uma raça de predadores alienígenas.

## Diferenças entre a versão do cinema e a estendida
Existe outra versão com final diferente do exibido nos cinemas, com cenas adicionais ambientadas na nave dos Necromonger 
Foram adicionadas muitas cenas pelo diretor na versão em DVD e blu-ray, lançadas em 14 de janeiro de 2014. Os acréscimos equivalem a 8 ou 9 minutos.